# 兵庫県立川西カリヨンの丘特別支援学校
兵庫県立川西カリヨンの丘特別支援学校（ひょうごけんりつ かわにしかりよんのおかとくべつしえんがっこう）は、兵庫県川西市にある県立特別支援学校。知的障害がある児童・生徒を教育対象とする。

## 歴史
阪神北地域の特別支援学校整備において、兵庫県立こやの里特別支援学校に通学する児童生徒が増加し、狭隘化が課題となっていることから、新たな特別支援学校を整備することとなった。校地選定にあたっては、川西市から未利用地の貸与を受け、校名については校地の近くを通る「カリヨン通り」から取っている。
- 2024年（令和6年）4月1日 - 兵庫県立川西カリヨンの丘特別支援学校開校。同時にこやの里特別支援学校分教室（兵庫県立猪名川高等学校内）を本校に移管[4]。

## 設置学部
- 小学部
- 中学部
- 高等部

## 通学区域
本校
- 川西市
- 猪名川町

分教室
- 本校の通学区域及び兵庫県立こやの里特別支援学校の通学区域

## アクセス
- 能勢電鉄日生中央駅から阪急バスに乗車、65循環「カリヨンの丘」行き「カリヨンの丘」下車もしくは64系統「伏見池公園前」行き「美山台3丁目」下車[5]
- 自動車の場合、国道173号から川西市美化衛生部美化推進課前を通って丸山台に入る（当該道路は大型車通行不可）[3]